# 劳动俄罗斯
劳动俄罗斯（俄语：Трудовая Россия，羅馬化：Trudovaya Rossiya，缩写为TP或TR）是俄罗斯的一个立场强硬的共产主义“社会政治运动”。1991年，该组织作为俄罗斯共产主义工人党的外围组织成立。除了俄罗斯共产主义工人党成员，还有其他一些激进反对派团体的活动者参加该组织。1995年，该组织脱离俄罗斯共产主义工人党的领导。2018年，该组织的大部分成员加入联合共产党，但该组织仍继续以自己的名义开展活动。